# ワンダー 君は太陽
『ワンダー 君は太陽』（ワンダー きみはたいよう、Wonder）は、2017年のアメリカ合衆国のドラマ映画。監督はスティーブン・チョボスキー、主演はジュリア・ロバーツが務めた。本作はR・J・パラシオが2012年に発表した小説『ワンダー』を原作としている。

## ストーリー
オーガスト（オギー）・プルマンはトリーチャーコリンズ症候群が原因で顔の形が変形しており、27回の手術を受けるなど長らく入退院を繰り返していた。容態が安定したオギーは学校に通うようになるが、クラスメートたちの差別によるいじめを受けふさぎこんでしまう。オギーは自分の顔が普通ではないことを嘆いたが、両親の励ましを受け立ち直り、学校生活に適応するため、家族に支えられながら懸命に行動を起こす。当初、オギーの顔の形がみんなと違うと囃し立てたクラスメートたちも、彼との交流を通して「人間の内面の価値には外見で推し量れないものがある」ということを学んでいき、相互理解を得るようになる。

## キャスト
※括弧内は日本語吹替（Blu-ray&DVDのみ）
- オーガスト（オギー）・プルマン - ジェイコブ・トレンブレイ（加藤央睦）
- イザベル・プルマン - ジュリア・ロバーツ（深見梨加）： オギーの母親。
- ネート・プルマン - オーウェン・ウィルソン（森川智之）： オギーの父親。
- トゥシュマン先生 - マンディ・パティンキン（糸博）： 校長。
- ブラウン先生 - ダヴィード・ディグス（英語版）（金城大和）： 英語教師。
- オリヴィア（ヴィア）・プルマン - イザベラ・ヴィドヴィッチ（川井田夏海）： オギーの姉。
- ミランダ - ダニエル・ローズ・ラッセル（英語版）（石井未紗）： ヴィアの親友。
- ジャスティン - ナジ・ジーター（英語版）（奥村翔）
- ジャック・ウィル - ノア・ジュープ（永竹功幸）
- サマー - ミリー・デイヴィス（英語版）（蒼井由奈）
- ジュリアン - ブライス・ガイザー（山崎智史）
- シャーロット - エル・マッキノン（佐野仁香）
- ジュリアンの母親 - クリスタル・ロウ（杉山磁美）
- ジュリアンの父親 - スティーヴ・ベーシック（岡井カツノリ）
- ミセス・プルマン - ソニア・ブラガ： イザベルの母親。オギーとヴィアの祖母。
- ペトーサ先生 - アリ・リーバート（藤田奈央）
- ダベンポート先生 - ベンジャミン・ラトナー (こばたけまさふみ)
- マイルズ - カイル・ハリソン・ブライトコフ（松本沙羅）
- エディ - ウィリアム・ディッキンソン
- ヘンリー - ジェームズ・ヒューズ（櫻庭有紗）
- エイモス - タイ・コンシリオ（東内マリ子）
- サバンナ - ルシア・タイン（佐倉薫）
- ハウザー医師 - （西谷修一）

## 製作
2012年11月27日、ライオンズゲートがマンデヴィル・フィルムズと共同でR・J・パラシオの小説『ワンダー Wonder』の映画化を進めており、ジョン・オーガストが脚色作業に起用される見込みだと報じられた。2013年5月8日、降板したオーガストの代わりにジャック・ソーンが脚色を行うことになったとの報道があった。2014年10月、ジョン・クロキダスが監督に起用されたと報じられた。2015年4月、クロキダスが降板したことを受けて、製作サイドは新たにポール・キングを監督に起用した。
2016年4月14日、ジェイコブ・トレンブレイの出演が決まった。5月5日、スティーブン・チョボスキーが監督に起用されたこととジュリア・ロバーツの出演が決まったことが報じられた。6月27日、オーウェン・ウィルソンが本作に出演するとの報道があった。7月11日、子役のノア・ジュープが主人公の親友役を演じることになったと報じられた。15日、ダヴィード・ディグスの出演が決まった。8月19日、ソニア・ブラガが本作に出演することになったと報じられた。
パラシオはナタリー・マーチャントの『Wonder』からインスピレーションを受けて小説を執筆したと公言している。それを知ったマーチャントは、本作のサウンドトラックに同曲を収録する許可を出した。

## 公開
当初の予定では、本作は2017年4月7日に全米公開されることになっていた。2017年2月13日、試写会での反応が予想以上に良かったことを受けて、ライオンズゲートは本作の全米公開日を同年11月17日に延期すると発表した。第90回アカデミー賞をはじめとする賞レース参戦を念頭に置いた延期であった。

## 興行収入
本作は『ジャスティス・リーグ』及び『ザ・スター はじめてのクリスマス』と同じ週に公開され、公開初週末に900万ドル前後を稼ぎ出すと予想されていたが、実際の数字はその3倍のものになった。2017年11月17日、本作は全米3096館で封切られ、公開初週末に2754万ドルを稼ぎ出し、週末興行収入ランキング初登場2位となった。

## 評価
本作は批評家から絶賛されている。映画批評集積サイトのRotten Tomatoesには157件のレビューがあり、批評家支持率は85%、平均点は10点満点で7点となっている。サイト側による批評家の見解の要約は「『ワンダー 君は太陽』は原作小説の感傷から距離を取った作品ではない。しかし、上質の演技と愛嬌に裏打ちされたドラマは観客の心の琴線に触れる。」となっている。また、Metacriticには33件のレビューがあり、加重平均値は66/100となっている。なお、本作のCinemaScoreはA+となっている。このように観客・批評家の双方から高評価された本作だが、オーガストと同じような障害を抱える当事者からは「障害者が直面している過酷な現実を無視している」「感動ポルノだ」という批判の声が上がっている。
本作は第90回アカデミー賞のメイクアップ&ヘアスタイリング賞にノミネートされている。